# 马丘比丘宪章
《马丘比丘宪章》是1977年12月国际建筑协会在利马会议结束时发表的一份关于城市规划的纲领性文件，最终在马丘比丘签署了这一宪章，并以此地命名。这次会议以雅典宪章为出发点进行了讨论，批判的继承了雅典宪章的理念，对于《雅典宪章》关于城市进行功能分区而牺牲了城市结构的有机性进行了批判。